# داليا أبو عميرة
داليا أبو عميرة هي إعلامية مصرية تعمل حاليا كمقدمة برامج ونشرات إخبارية في قناة القاهرة الإخبارية، وعملت خلال مسيرتها في عدد من المؤسسات الإعلامية أبرزها قنوات إكسترا نيوز والحياة والمحور والنهار بالإضافة لجريدة روزاليوسف، كما شاركت في حلقات مسلسل بعد البداية وفيلم توأم روحي.

## حياتها
ولدت داليا أبو عميرة عام 1983 في مدينة الفيوم جنوب مصر وحصلت على بكالوريوس في دراسات الإعلام والاتصال بالجماهير عام 2004 من جامعة مصر للعلوم والتكنولوجيا ثم بدأت حياتها المهنية كمراسلة تلفزيونية وشاركت في تغطية الأحداث لبرنامجي "90 دقيقة" على قناة المحور و "مصر الجديدة" على قناة الحياة مع الإعلامي معتز الدمرداش وقد اشتهرت بتغطيتها لمحاكمة أعضاء الحكومة المصرية بعد ثورة يناير 2011 بالإضافة لتغطية محاكمة الرئيس المصري الأسبق حسني مبارك وأبناءه ووزير الداخلية الأسبق حبيب العادلي ورئيس مجلس الشعب الأسبق فتحي سرور وغيرهم بالإضافة إلى تغطيتها لمحاكمات أعضاء جماعة الإخوان المسلمين بعد ثورة 30 يونيو 2013 وعلى رأسهم الرئيس المصري الأسبق محمد مرسي ومرشد جماعة الإخوان المسلمين وقتها محمد بديع، كما كان لها عدد من الأفلام الوثائقية حول هذه المحاكمات.

## محطات في مسيرتها الإعلامية

#### قناة المحور
قدمت داليا أبو عميرة برنامج صباحك عندنا على شاشة قناة المحور، وناقشت خلاله الكثير من القضايا الاجتماعية والسياسية والأحداث الجارية في مصر والشرق الأوسط.

#### قناة النهار
انضمت داليا أبو عميرة إلى قناة النهار كمديرة مراسلين ثم أطلقت القناة خدمة إخبارية تتضمن تقديم النشرات على مدار الساعة بالاستعانة بعدد من المذيعين كانت أبرزهم الإعلامية داليا أبو عميرة، ثم أسندت لها القناة مهمة تقديم برنامج آخر النهار عام 2019.

#### قناة إكسترا نيوز
في عام 2021 انضمت الإعلامية داليا أبو عميرة إلى قناة إكسترا نيوز ضمن خطة تطوير القناة واستمرت في عملها بالقناة حتى تركتها للانضمام إلى قناة القاهرة الإخبارية مع انطلاقها عام في أكتوبر عام 2022، وخلال هذه الفترة شاركت داليا أبو عميرة في عدد من التغطيات الإخبارية للأحداث الجارية في مصر والشرق الأوسط منها الحرب الروسية الأوكرانية ومشروعات حياة كريمة في مصر.

#### جريدة روز اليوسف
وجهت جريدة روز اليوسف الدعوة إلى داليا أبو عميرة عام 2021 للمشاركة في كتابة المقالات المنشورة بالجريدة وقد كتبت خلال فترة عملها بالجريدة عشرات المقالات التي ناقشت قضايا اجتماعية وفلسفية عامة.

#### قناة القاهرة الإخبارية
انضمت داليا أبو عميرة إلى قناة القاهرة الإخبارية مع انطلاقها في شهر أكتوبر عام 2022 وقامت خلالها بتقديم العديد من البرامج والنشرات الإخبارية والتغطيات الخاصة للأحداث الجارية في الشرق الأوسط والعالم، كما شاركت في تغطية الانتخابات الرئاسية الجزائرية عام 2024 كموفدة للقناة،

## التمثيل
شاركت داليا أبو عميرة في حلقات مسلسل بعد البداية حيث ظهرت كضيفة شرف في المسلسل الذي شارك في بطولته طارق لطفي ودرة وخالد سليم وفاروق الفيشاوي وروجينا ولقاء الخميسي ومحمود الجندي وسناء شافع وعلاء مرسي ومحمد شاهين وبيومى فؤاد، كما شاركت كذلك في فيلم توأم روحي من بطولة حسن الرداد وأمينة خليل ورجاء الجداوي.